# Volksbank Neckartal
Die Volksbank Neckartal eG ist eine deutsche Genossenschaftsbank mit Hauptsitz in Eberbach.

## Geschichte
1865 gründete ein kleiner Kreis liberal denkender und der Idee der Selbsthilfe verbundener Eberbacher Bürger nach dem Vorbild der genossenschaftlichen Gründerväter Friedrich Wilhelm Raiffeisen und Hermann Schulze-Delitzsch den Vorschussverein Eberbach. Drei Jahre später wurde der Vorschussverein Neckargemünd gegründet. Beide Vorschussvereine sind Vorgängerinstitutionen der heutigen Volksbank Neckartal.
2001 fusionierte die Volksbank Eberbach-Hessisches Neckartal mit der 1998 aus der Fusion von Volksbank Neckargemünd und Volksbank Meckesheim hervorgegangenen Volksbank Neckargemünd-Meckesheim zur Volksbank Neckartal. Im Jahr 2009 erfolgte die Fusion zwischen der Volksbank Neckartal und der Volksbank Schwarzbachtal.
Im Frühjahr 2022 beabsichtigten die Vorstände der Volksbank Neckartal und der Heidelberger Volksbank eine Fusion der regional nebeneinanderliegenden Banken. Diese Fusionsgespräche wurden jedoch kurz darauf „in gegenseitigem Einvernehmen“ beendet, weil es „unterschiedliche Auffassungen zur geschäftspolitischen Ausrichtung“ gegeben habe.

## Struktur

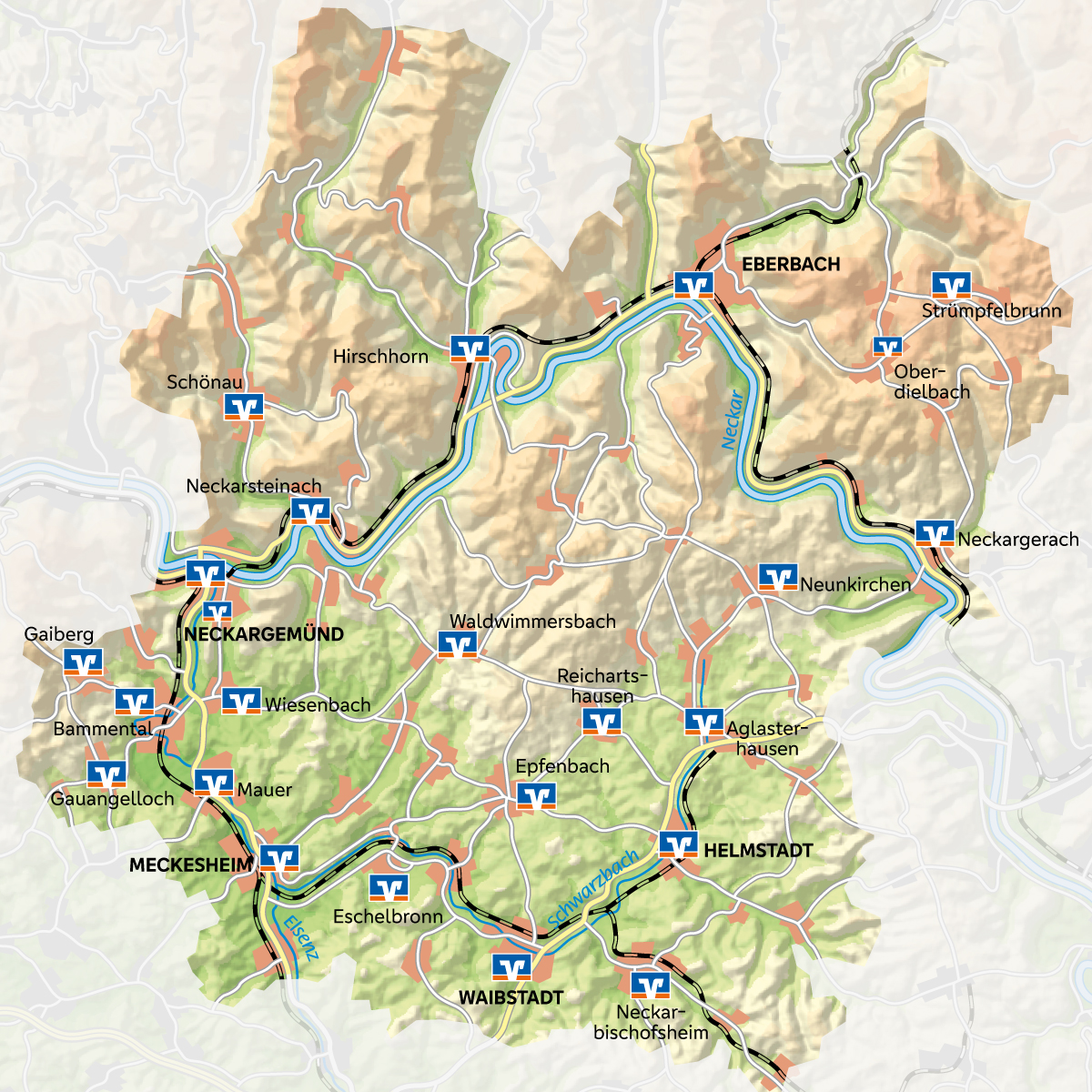
Servicelandkarte der Volksbank Neckartal eG

Die Volksbank Neckartal eG unterhält in ihrem Geschäftsgebiet 22 Filialen und zwei SB-Service Filialen. Mit 47.414 Mitgliedern und 350 Mitarbeitern ist die Volksbank Neckartal eG die größte Personenvereinigung der Region. Diese Mitglieder bestimmen nach dem Genossenschaftsgesetz und der Satzung über die Vertreterversammlung und Aufsichtsrat die Geschäftspolitik der Bank. Ergänzend zu den bankeigenen Produkten und Leistungen bietet die Volksbank Neckartal eG. Leistungen der genossenschaftlichen Finanzgruppe (Bausparkasse Schwäbisch Hall, R+V Versicherungsgruppe, Union Investment, DZ Bank, VR Smart Finanz und die genossenschaftlichen Hypothekenbanken) an.